# پراگرس دی-۴۳۶
پراگرس دی-۴۳۶ یک موتور توربوفن بای-پس است که توسط شرکت اوکراینی ایوچنکو پراگرس ساخته شده‌است. این پیشرانه نخست برای پاسخگویی به نیازهای نسخه‌های پسین یاکوولف یاک-۴۲ و آنتونوف ای‌ان-۷۲ در دهه ۱۹۸۰ توسعه داده شد. این موتور برای اولین بار در سال ۱۹۸۵ روشن شد و پس از آن در سال ۱۹۸۷ گواهی شد.

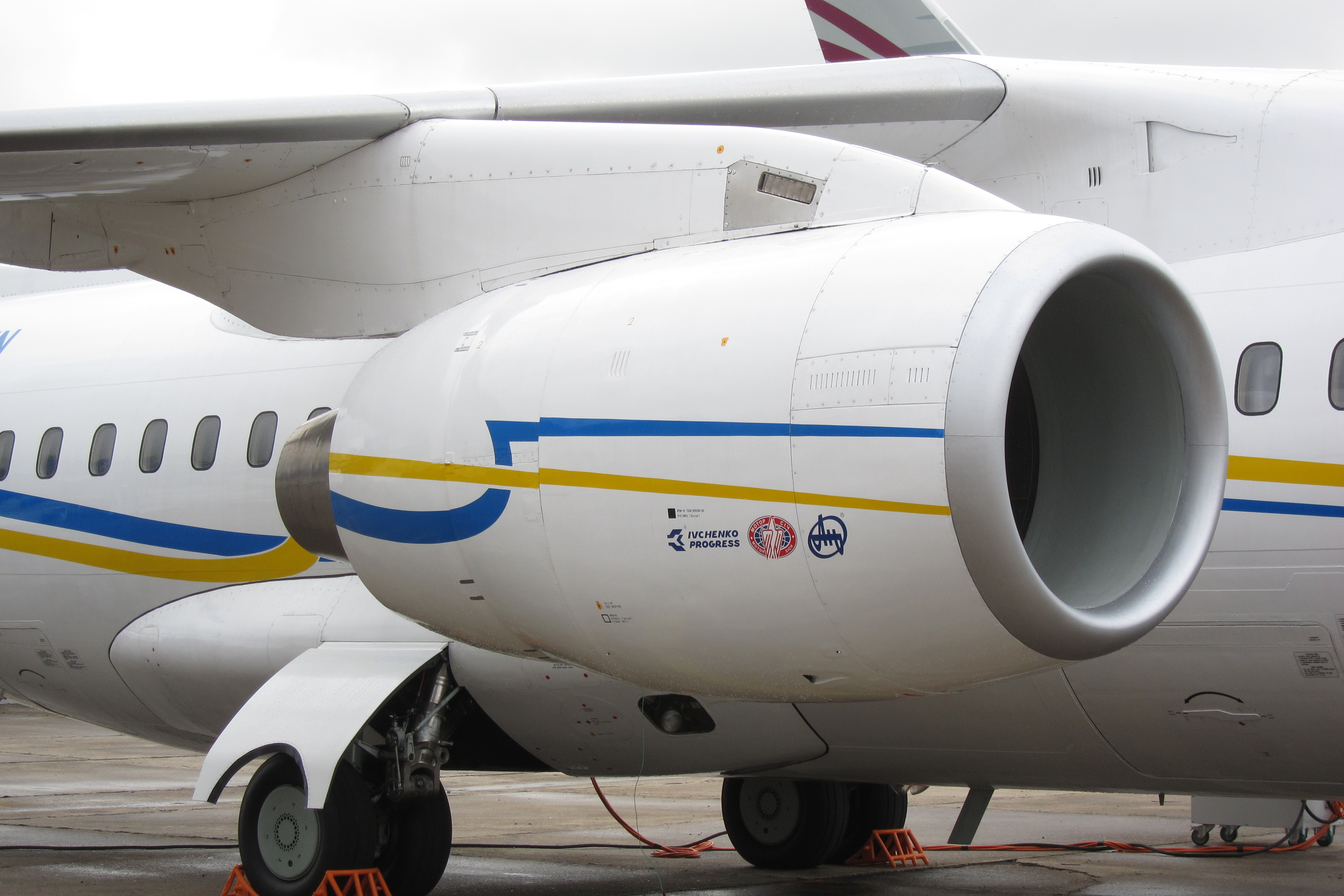
پراگرس دی-۴۳۶ که روی آنتونوف-۱۵۸ نصب شده‌است

## مشخصات (D-436-T1)

#### خصوصیات کلی
- نوع:
- طول:
- قطر:
- وزن خشک:

#### اجزا
- کمپرسور:

#### عملکرد
- حداکثر توان خروجی:
- نسبت توان به وزن:

### General characteristics
- Type: Three-spool high bypass turbofan
- Length: 3,030 mm (119 in)
- Diameter: 1,390 mm (55 in)
- Dry weight: 1,450 kg (3,200 lb)

### Components
- Compressor: Axial flow, 1-stage 33-blade fan, 6-stage IP, 7-stage HP
- توربین: Single-stage HP, single-stage IP, 3-stage LP

### Performance
- Maximum رانش: Takeoff: 7,500 kgf (17,000 lbf; 74 kN); Cruise: 1,670 kgf (3,700 lbf; 16.4 kN)
- Overall pressure ratio: 21.9: 1
- Turbine inlet temperature: 1,197 C (2,186 F)
- Specific fuel consumption: Takeoff: 10 g/(kN⋅s) (0.37 lb/(lbf⋅h)); Cruise: 17.5 g/(kN⋅s) (0.617 lb/(lbf⋅h))
- نسبت نیرو به وزن: ۵٫۶

### یادداشت
1. ↑  "Ivchenko-Progress D-436". Jane's.

### کتابشناسی - فهرست کتب
- Ivchenko-Progress D-436 (Ukraine), Aero-engines - Turbofan.Jane's. http://www.janes.com/articles/Janes-Aero-Engines/Ivchenko-Progress-D-436-Ukraine.html. Retrieved Aug 12 2009.
- Ivchenko-Progress D-436. Jane's Aero-Engines. Modified 31 Mar 2009, Retrieved 12 Aug 2009.